# Hagenau (Gemeinden Bergheim, Salzburg)
Hagenau ist ein Ort in der Salzburger Gemeinde Bergheim im Bezirk Salzburg-Umgebung und im Stadtteil Itzling Nord der Statutarstadt Salzburg. Die am rechten Ufer der Salzach gelegene, schon im 14. Jahrhundert urkundlich erwähnte Ortslage nahm ihre Entwicklung erst im 20. Jahrhundert. Der Ort ist heute im Bergheimer Anteil vorwiegend Wohngebiet, im Salzburger Teil ist das Umspannwerk Hagenau von Bedeutung.

## Geographie
Hagenau liegt etwa 4 Kilometer nördlich (salzachabwärts) des Salzburger Stadtzentrums und etwa 1 Kilometer südöstlich von Bergheim, zwischen Plainbergfuß und Salzach, auf etwa 430 m ü. A. Es erstreckt sich vom Osten entlang und oberhalb der Oberndorfer Straße (L118 Bergheimer Landesstraße) bis zum Uferweg Rechtes Salzachufer im Westen sowie südlich bis zur Westautobahn (A1) und nördlich bis zur Schmalstelle zwischen Salzach und Plainberg unterhalb von Bergheim. Die Grenze zwischen den Gemeinden Salzburg und Bergheim verläuft in Hagenau entlang der Bergheimer Landesstraße.
Die Ortslage umfasst um die 130 Adressen, davon der Großteil im Bergheimer Anteil. Der Salzburger Teil von Hagenau ist die südliche Hälfte des Stadtteils Itzling Nord.
Nachbarortslagen
| Bergheim (Gem. Bergheim)                             |                                             | Kemating (Gem. Bergheim)                                              |
| Salzachseesiedlung * (Stt. Liefering, Gem. Salzburg) | Kompassrose, die auf Nachbargemeinden zeigt |                                                                       |
| Messezentrum * (Stt. Liefering, Gem. Salzburg)       |                                             | Grabenbauernsiedlung Wasserfeldsiedlung (Stt. Itzling, Gem. Salzburg) |

* andere Salzachseite
|  |

## Geschichte

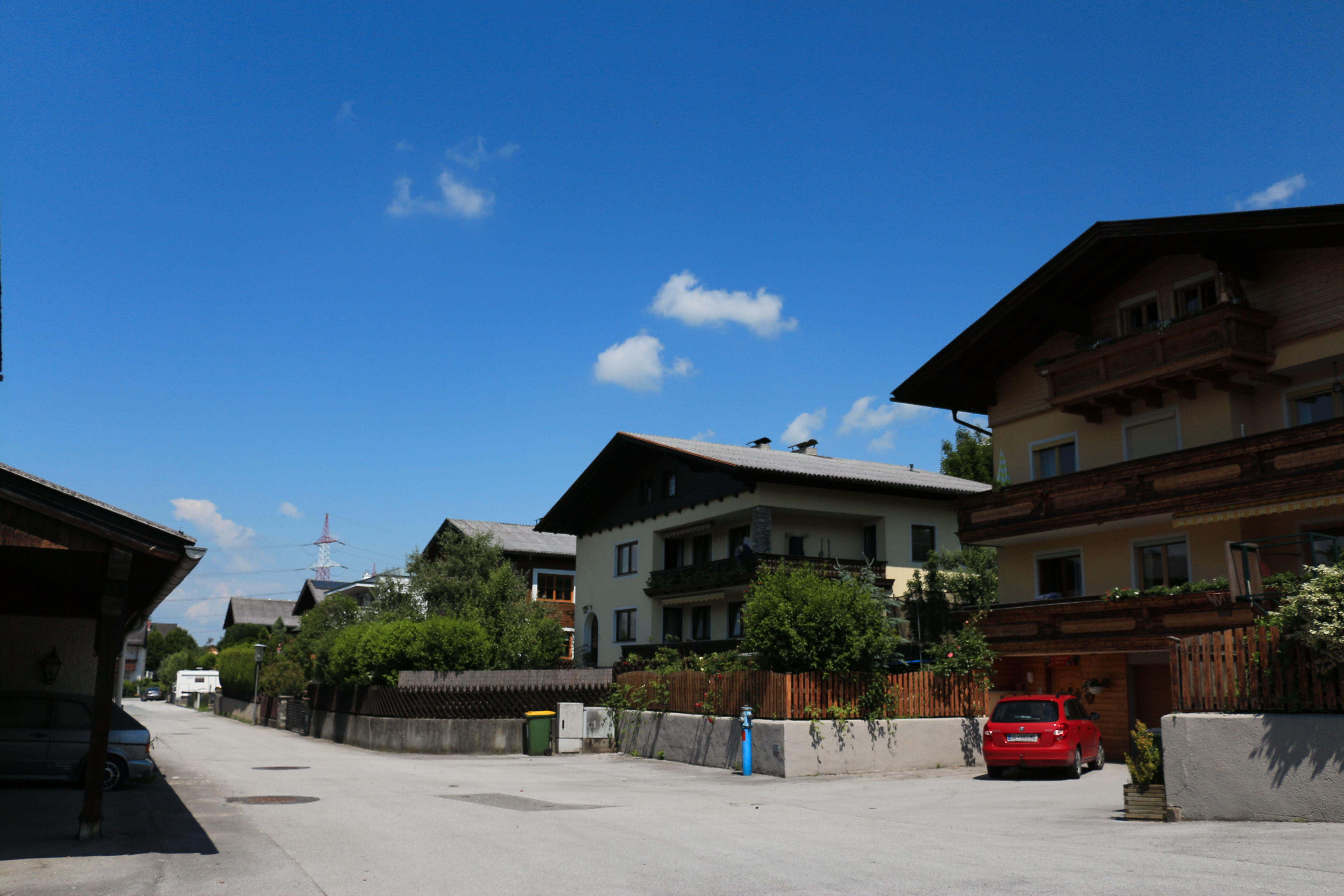
Wohngebiet Hagenau

Hagenau war ursprünglich ein kleines Gehöft und ist schon Ende des 14. Jahrhunderts als Hag(e)naw urkundlich. Noch im 19. Jahrhundert waren es nur zwei Höfe (Konskr.Nr. 2,3), direkt am Ufer der Salzach gelegen.
Ende des 19. Jahrhunderts wurde hier eine erste größere Salzachverbauung vorgenommen und 1896 auf dem neugewonnenen Land die Trasse der Salzburger Lokalbahn gelegt. Die Regulierung führte aber bis in die 1950er Jahre zu einer bedrohlichen Eintiefung der Sohle der Salzach, und beim Hochwasser 1956 stürzte am 13. August die Autobahnbrücke südlich von Hagenau ein. Seither wird die Salzachverbauung neu überarbeitet.
1939, nach dem Anschluss Österreichs an Nazi-Deutschland, als allerorten in Österreich Großgemeinden gebildet wurden, wurde der Plainberg mit Umland der Stadt Salzburg eingemeindet (Katastralgemeinde Bergheim II). 1950 wurde aber das Berggebiet Bergheim im Tausch zurückgegeben, um die Schlachthofgründe für die Stadt zu sichern, sodass Hagenau – entlang der Landesstraße – getrennt wurde.
Heute ist der Bergheimer Teil eine Wohnsiedlung (Hagenauersiedlung), der Salzburger Teil hauptsächlich Gewerbegebiet.

## Verkehr
Hagenau ist verkehrsmäßig durch die Haltestelle Hagenau erschlossen, welche von der S1/S11 der S-Bahn Salzburg bedient wird.

Die L118 Bergheimer Landesstraße/Oberndorfer Straße ist eine gut ausgebaute Ausfallstraße.
Am Treppelweg, der Straße Rechtes Salzachufer, verlaufen der Tauernradweg und der Weitwanderweg 10 Rupertiweg, von Maria Plain herunter kommt der Arnoweg – beide Wege kommen gemeinsam von Norden. Der Rupertiweg ist – in der Variante durch die Stadt – von Maria Plain noch über den Ort Bergheim ausgewiesen (die andere Variante läuft von Maria Plain zum Gaisberg).

## Umspannwerk Hagenau

Leitungsführung 380-kV-Salzburgleitung

Hier befindet sich auch ein Umspannwerk der Salzburg AG (Umspannwerk Hagenau), in dem der Verbundstrom (derzeit eine doppelte 220-kV-Leitung vom Umspannwerk Salzach/Elixhausen) auf das Netz der Stadt und Lokalbahnen (Salzburger Westring und zum Umspannwerk Tauern/Kaprun, sowie nach Oberdorf–Timelkam zum oberösterreichischen Umspannwerk St. Peter) umgesetzt wird. Es wurde schon 1949 von den Salzburger Stadtwerken zusammen mit der SAFE errichtet und war der einzige Kontaktpunkt des 110-kV-Netzes der Stadt mit dem 220-kV-Netz der Verbund-Austrian Power Grid. Hier wurden eine Spitzenlast von 360 MW und eine jährliche Energiemenge von 1,83 TWh (Stand 2004) in das Salzburger Netz übernommen. Bis 2020 rechnete man mit einem Spitzenbezug bis 500 MW. Im Rahmen der im Juni 2025 in Betrieb genommenen 380-kV-Leitung wurde auch über eine Erdkabelverlegung nachgedacht.

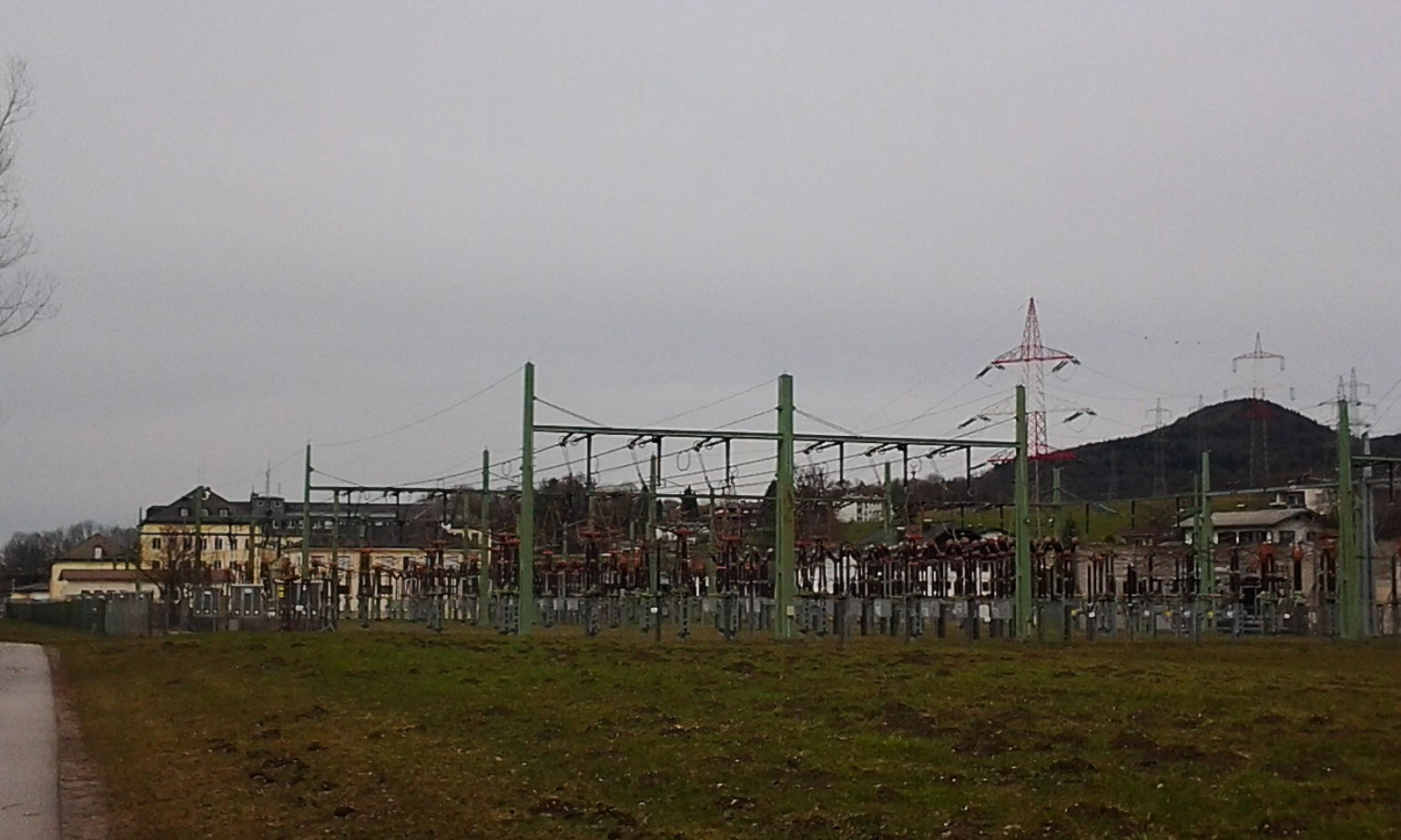
Umspannwerk Hagenau – Ansicht von Süden
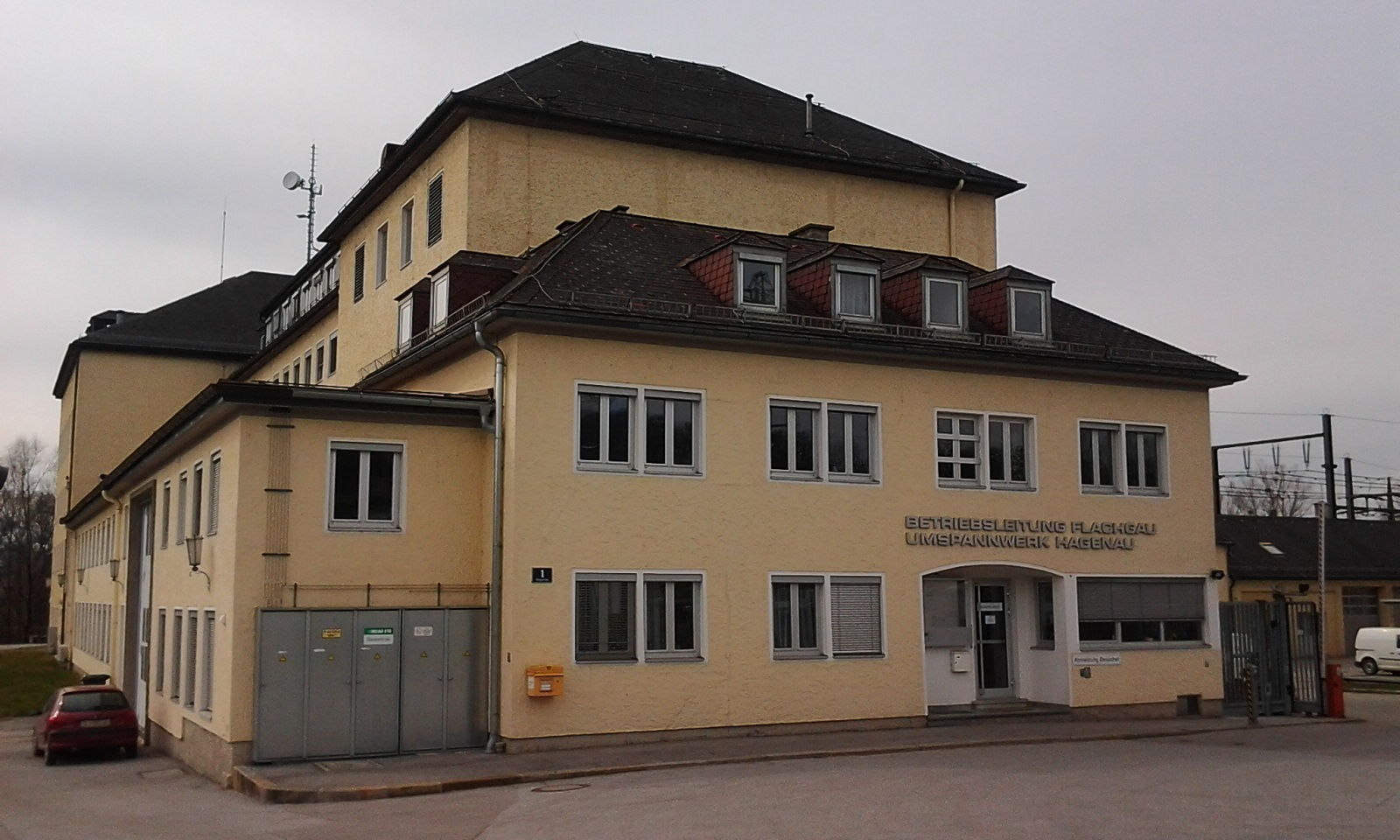
Betriebsgebäude
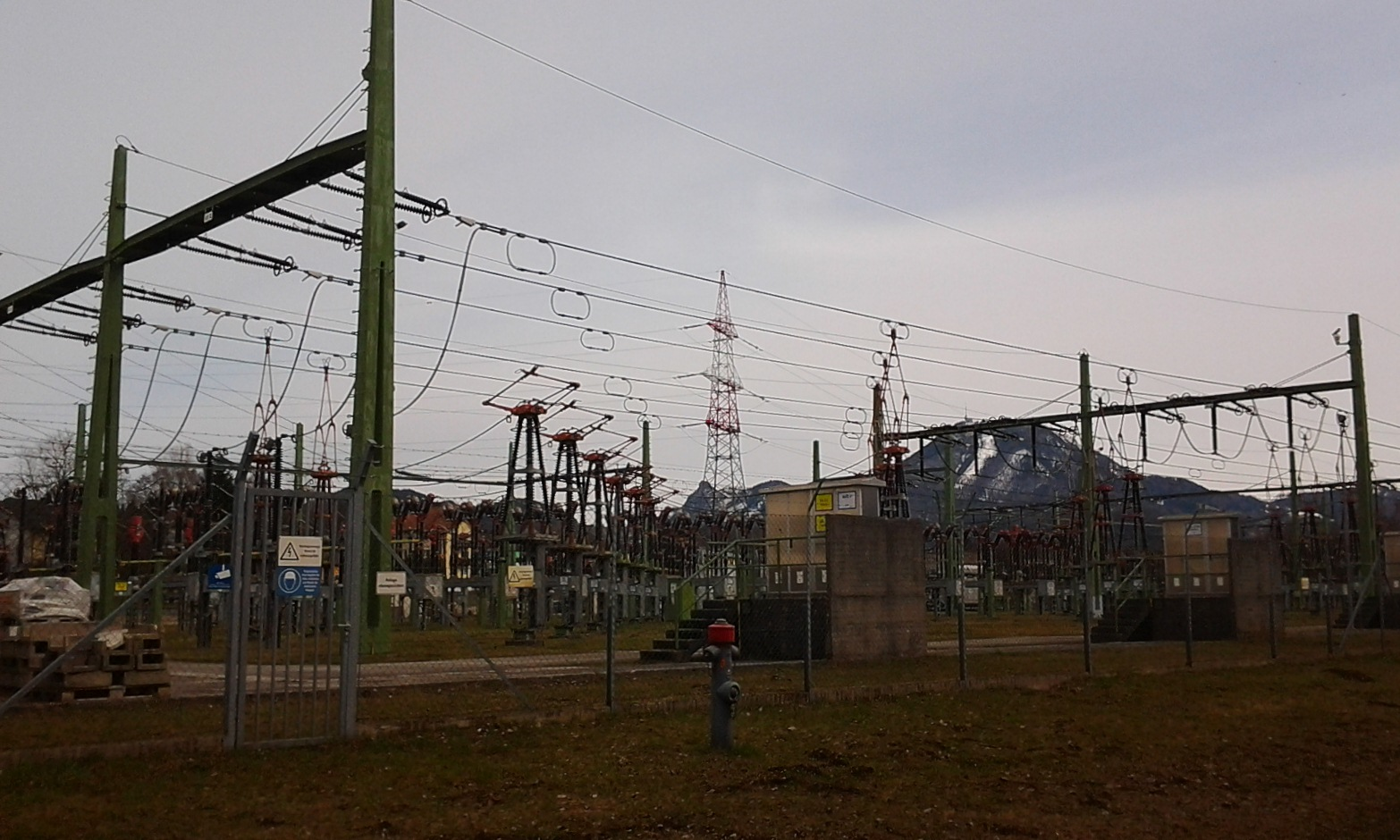
Teil der elektrischen Anlagen

## Natur

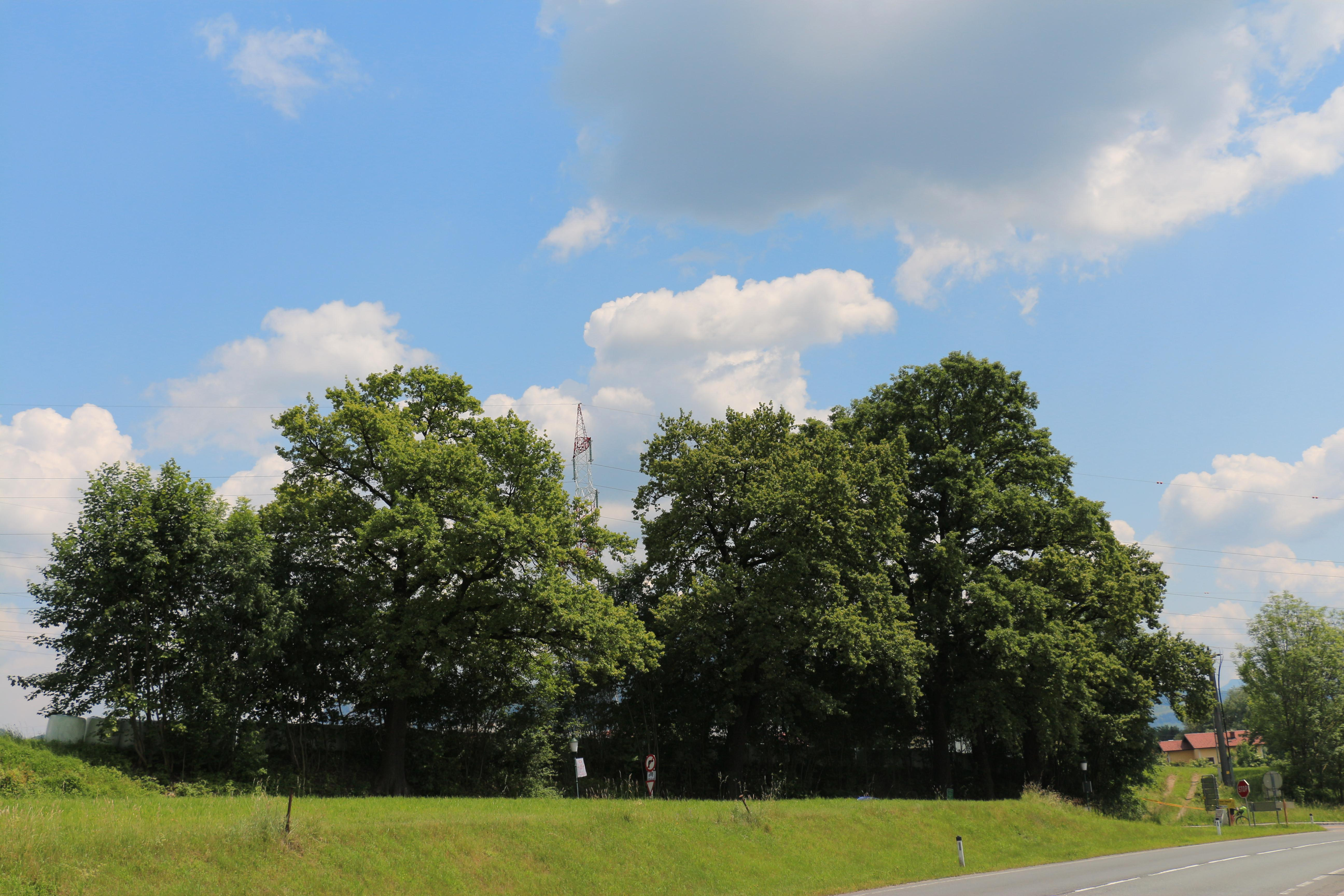
Geschützter Landschaftsteil Eichenbestand bei Hagenau

Nächst dem Wohngebiet Hagenau im Bergheimer Teil befindet sich der „Eichenbestand bei Hagenau“, eine kleine Reihe von Eichen, die vom Land Salzburg als Geschützter Landschaftsteil (GLT00094) ausgewiesen sind.
Die Wiesen von Hagenau nordöstlich ansteigend Richtung Kemating sind vom Naturschutzgebiet Plainberg, welches fast den gesamten Plainberg einnimmt, ausgenommen.